# Brendan Morrison
Brendan Morrison (* 15. August 1975 in Pitt Meadows, British Columbia) ist ein ehemaliger kanadischer Eishockeyspieler, der im Verlauf seiner aktiven Karriere zwischen 1992 und 2012 unter anderem 995 Spiele für die New Jersey Devils, Vancouver Canucks, Anaheim Ducks, Dallas Stars, Washington Capitals, Calgary Flames und Chicago Blackhawks in der National Hockey League auf der Position des Centers bestritten hat. Morrison, der während seiner Zeit am College den Hobey Baker Memorial Award erhielt, feierte seinen größten Karriereerfolg im Trikot der kanadischen Nationalmannschaft mit dem Gewinn der Goldmedaille bei der Weltmeisterschaft 2004.

## Karriere
Brendan Morrison wurde in der zweiten Runde beim NHL Entry Draft 1993 von den New Jersey Devils als 39. Spieler insgesamt ausgewählt. Von 1993 bis 1997 absolvierte er einige erfolgreiche Spielzeiten für die Universitätsmannschaft der University of Michigan, den Michigan Wolverines. 1997 wurde er mit dem Hobey Baker Memorial Award ausgezeichnet, der an den erfolgreichsten Spieler in der National Collegiate Athletic Association verliehen wird.
Seine professionelle Laufbahn begann in der Spielzeit 1997/98, in der er für die Albany River Rats in der American Hockey League auflief. Während dieser Saison in Albany bestritt er zudem elf Spiele für die New Jersey Devils in der NHL. In der Saison 1998/99 erarbeitete sich Morrison einen Stammplatz im Kader der Devils, wo er bis 2000 spielte, als er zusammen mit Denis Pederson im Austausch gegen Alexander Mogilny zu den Vancouver Canucks transferiert wurde. Nach der Saison 2007/08 lehnte Morrison eine Offerte zur Vertragsverlängerung von den Canucks ab und wechselte als Free Agent nach acht Jahren in Vancouver zu den Anaheim Ducks. Während des Lockouts der NHL-Saison 2004/05 spielte er eine Saison für den Linköpings HC in der Elitserien, der schwedischen Profiliga.
Für die Anaheim Ducks kam der Kanadier im Verlauf der Saison 2008/09 in 62 Partien zum Einsatz, ehe er über den Waiver von den Dallas Stars verpflichtet wurde. Dort beendete der Mittelstürmer die Spielzeit. Anschließend verbrachte er einen Saison bei den Washington Capitals, gefolgt von einem Engagement bei den Calgary Flames mit Beginn der Saison 2010/11. Am 27. Januar 2012 transferierten ihn die Calgary Flames im Austausch für Verteidiger Brian Connelly zu den Chicago Blackhawks. Nach dem Spieljahr 2011/12 beendete Morrison kurz vor seinem 37. Geburtstag seine aktive Karriere.
Morrisons erfolgreichste Profi-Spielzeiten waren die Saison 2001/02 (23 Tore und 44 Vorlagen für 67 Punkte) und 2002/03 (25 Tore und 46 Vorlagen für 71 Punkte) innerhalb von je 82 Spielen sammelte, jeweils die drittmeisten Scorerpunkte der Canucks nach seinen beiden Sturmpartnern Todd Bertuzzi und Markus Näslund.

### International
Morrison stand dreimal im Dress der kanadischen Eishockeynationalmannschaft, bei den Weltmeisterschaften 2000, 2004 und 2005, wobei es 2004 für Gold und 2005 für Silber reichte.

## Erfolge und Auszeichnungen
| - 1993 BCJHL Interior Division Rookie of the Year - 1994 CCHA Rookie of the Year - 1995 CCHA First All-Star Team - 1995 NCAA West First All-American Team - 1996 CCHA First All-Star Team - 1996 NCAA West First All-American Team - 1996 CCHA Player of the Year - 1996 NCAA Championship All-Tournament Team | - 1996 NCAA Championship Tournament MVP - 1997 CCHA First All-Star Team - 1997 NCAA West First All-American Team - 1997 CCHA Player of the Year - 1997 Hobey Baker Memorial Award - 1998 Teilnahme am AHL All-Star Classic - 1998 AHL All-Rookie Team |

### International
- 2004 Goldmedaille bei der Weltmeisterschaft
- 2005 Silbermedaille bei der Weltmeisterschaft

## Karrierestatistik

### International
Vertrat Kanada bei:
- Weltmeisterschaft 2000
- Weltmeisterschaft 2004
- Weltmeisterschaft 2005

(Legende zur Spielerstatistik: Sp oder GP = absolvierte Spiele; T oder G = erzielte Tore; V oder A = erzielte Assists; Pkt oder Pts = erzielte Scorerpunkte; SM oder PIM = erhaltene Strafminuten; +/− = Plus/Minus-Bilanz; PP = erzielte Überzahltore; SH = erzielte Unterzahltore; GW = erzielte Siegtore; 1 Play-downs/Relegation; Kursiv: Statistik nicht vollständig)